# 巴格拉峰

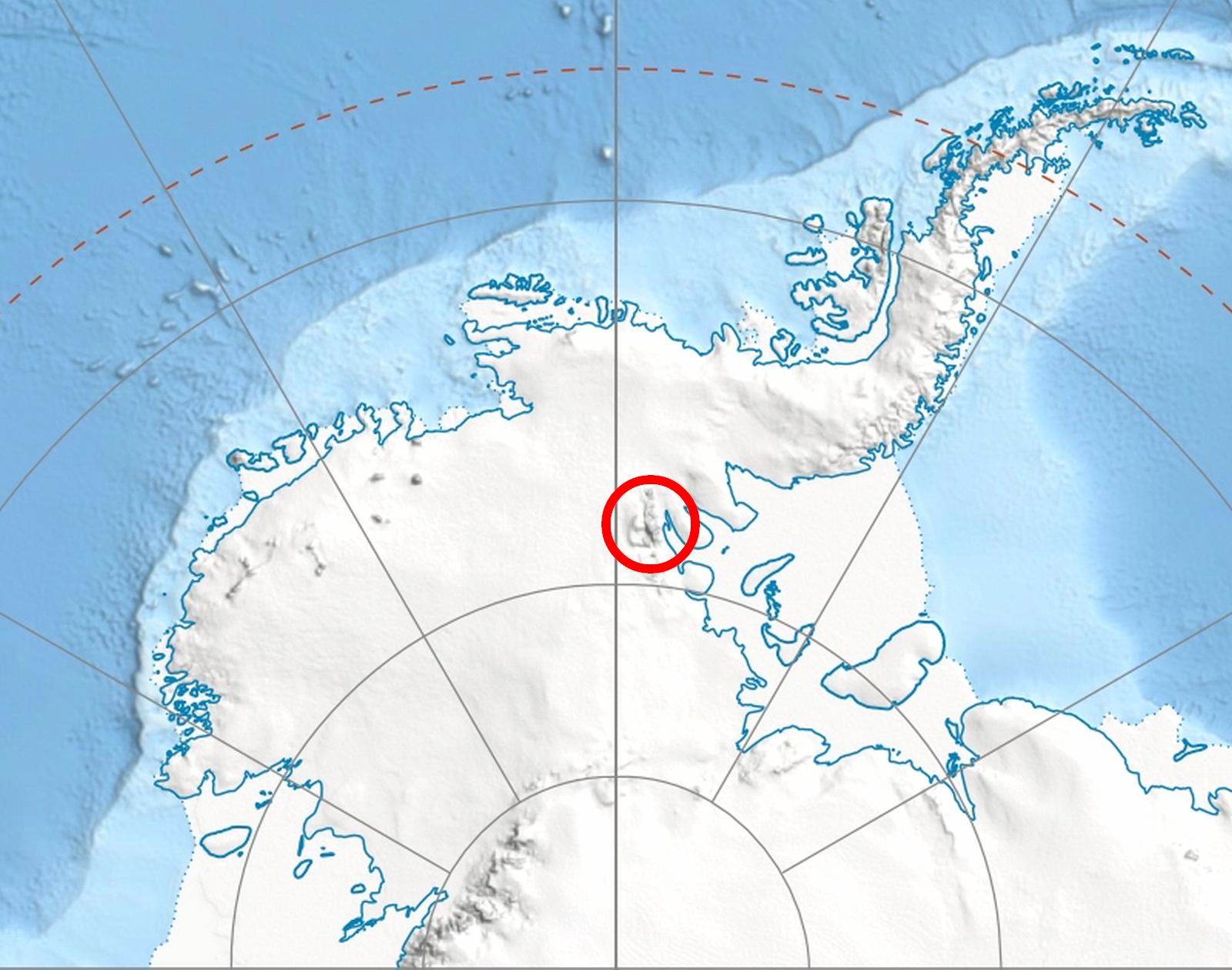

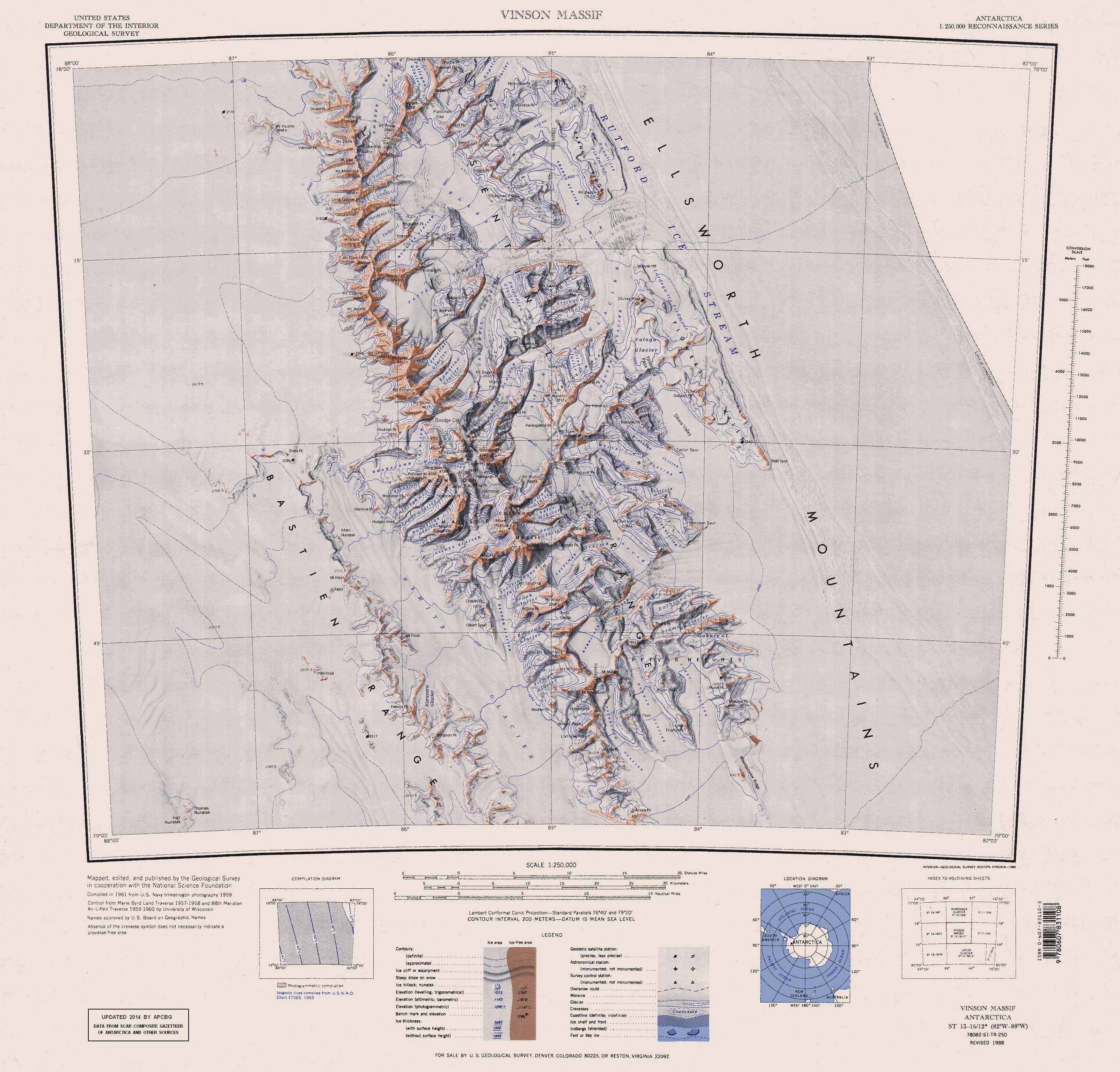

巴格拉峰（英語：Bagra Peak）是南極洲的山峰，座標78°43′49″S 84°27′08″W，位於埃爾斯沃思地，屬於埃爾斯沃思山脈中森蒂納爾嶺的一部分，處於蘭多爾特山東北面3.52公里和本森山以南14.35公里，海拔高度2,100米（6,890英尺），以保加利亞南部鄉鎮命名。

## 外部連結
- Bagra Peak. （页面存档备份，存于） SCAR Composite Antarctic Gazetteer.
- Bulgarian Antarctic Gazetteer. （页面存档备份，存于） Antarctic Place-names Commission. (details in Bulgarian, basic data （页面存档备份，存于） in English)

78°43′49″S 84°27′08″W / 78.73028°S 84.45222°W